# Lá cờ Oklahoma
Lá cờ Oklahoma là lá cờ chính thức của tiểu bang Oklahoma với hình ảnh một tấm khiên bọc da trâu của người da đỏ bản địa Osage đính kèm bảy chiếc lông chim đại bàng trên nền màu xanh da trời.
Tấm khiên của người thổ dân Osage được bao bọc bởi hai biểu tượng hòa bình của hai nền văn hóa khác nhau. Thứ nhất là "chiếc tẩu hòa bình" của người thổ dân da đỏ, là loại tẩu được người da đỏ hút trong các cuộc thương lượng hòa bình và thứ hai là cành cây ôliu, là biểu tượng hòa bình của người da trắng. Trên tấm khiên bằng da trâu còn có 6 chữ thập màu nâu, tượng trưng cho ngôi sao theo quan niệm của người thổ dân bản địa. Màu xanh da trời được lấy từ màu xanh trên lá cờ của người Choctaw trong cuộc Nội chiến Mỹ.

## Lịch sử

Lá cờ Oklahoma 1911-1925

Lá cờ đầu tiên của Oklahoma được chấp nhận vào năm 1911, bốn năm sau khi Oklahoma gia nhập liên bang. Lá cờ này có 3 màu đỏ, xanh lam và trắng được lấy từ quốc kỳ nước Mỹ. Lá cờ này gồm có một ngôi sao màu trắng được đặt ở trung tâm, có viền màu xanh lam trên nền màu đỏ. Ở giữa ngôi sao của lá cờ có số 46, thể hiện ý nghĩa Oklahoma là tiểu bang thứ 46 gia nhập liên bang.
Năm 1924, một cuộc thi thiết kế lá cờ mới được tổ chức để thay thế là cờ nói trên do màu đỏ chủ đạo trên lá cờ có thể bị coi là sự gần gũi với chủ nghĩa cộng sản. Louise Fluke đã chiến thắng cuộc thi với lá cờ Oklahoma hiện nay, khi đó chưa có hàng chữ "Oklahoma" bên dưới. Năm 1941,  hàng chữ "Oklahoma" được thêm vào như một công cụ để tuyên truyền cho việc chống lại nạn mù chữ. Những hình ảnh và màu sắc trên lá cờ chính thức được quy định một cách rõ ràng trong đạo luật 1359 của Oklahoma, được thống đốc Brad Henry ký ngày 23 tháng 5 năm 2006.